# Plagiotremus iosodon
Plagiotremus iosodon és una espècie de peix de la família dels blènnids i de l'ordre dels perciformes.

## Reproducció
És ovípar.

## Hàbitat
És un peix marí de clima tropical que viu entre 3-9 m de fondària.

## Distribució geogràfica
Es troba al Pacífic occidental central.